# E611 (Verenigde Arabische Emiraten)
De E611 of Dubai Bypass Road is een nationale weg in de Verenigde Arabische Emiraten. De weg loopt van Jebel Ali via Dubai naar Al Riffa, waar de weg aansluit op de E11 naar Umm al-Qaiwain. De E611 is 96 kilometer lang.
E10 · 
E11 · 
E18 · 
E22 · 
E33 · 
E44 · 
E55 · 
E66 · 
E77 · 
E87 · 
E88 · 
E89 · 
E95 · 
E99 · 
E311 · 
E611